# Armenfilm
Armenfilm (en russe Арменфильм) ou Hayfilm (en arménien Հայֆիլմ) est un studio de cinéma arménien basé à Erevan. Il a été fondé le 16 avril 1923 sous le nom d'Organisation d'État du cinéma, avec Daniel Dznuni comme premier directeur.